# Lou Savarese
Lou Savarese (* 14. Juli 1965 in New York City, New York) ist ein ehemaliger US-amerikanischer Boxer.

## Karriere
Obwohl Savarese erst relativ spät mit dem Boxsport anfing, konnte er schnell einige nationale Amateurturniere gewinnen. Bei den olympischen Vorausscheidungen 1988 scheiterte er erst an Riddick Bowe.
1989 begann er seine Profikarriere. Der Konterboxer wurde vorsichtig aufgebaut und gewann so bis 1997 alle seine Kämpfe, ohne jedoch auf nennenswerte Gegner zu treffen.
Im November 1996 gelang es ihm schließlich, durch den vorzeitigen Sieg gegen Buster Mathis jr. etwas auf sich aufmerksam zu machen. Sein bekanntester Kampf und einer seiner besten, war die Begegnung am 26. April 1997 mit George Foreman um die lineare Weltmeisterschaft und den unbedeutenden WBU-Titel. Er verlor durch eine umstrittene Punktentscheidung. In seinem nächsten Kampf musste er gegen David Izon allerdings seine zweite Niederlage in Folge einstecken, er verlor durch KO in der fünften Runde.
1998 beendete er das Mini-Comeback des formschwachen Tyson-Bezwingers Buster Douglas mit einem Erstrunden-KO. Seinen größten Sieg feierte Savarese dann im März 1999 gegen den damals ungeschlagenen Lance Whitaker. Whitaker konnte ihn zwar zu Boden schlagen, aber Savarese erholte sich und gewann schließlich nach Punkten. Der ungeschlagene Michael Grant schlug ihn anschließend jedoch nach Punkten, Savarese musste wiederum zwei Mal zu Boden.
Im Juni 2000 trat er auch noch gegen Mike Tyson an, der ihn allerdings nach nur 38 Sekunden KO schlug. Den über 40 Jahre alten Tim Witherspoon konnte er im September 2002 vorzeitig besiegen, doch Kirk Johnson besiegte ihn ein halbes Jahr vorzeitig durch technischen KO in der vierten Runde.
Seinen vermeintlich letzten Kampf bestritt „Big Lou“ am 7. Mai 2004 gegen den ungeschlagenen, aber auch recht unbekannten Leo Nolan. Nolan gewann nach Punkten. Nach diesem Kampf hing Lou Savarese seine Boxhandschuhe vorläufig an den Nagel, bis er am 18. März 2006 wieder in den Ring stieg. Er boxte gegen Marcus Rhode, den er wie schon fünf Jahre zuvor in der zweiten Runde ausknockte.
Am 30. Juni 2007 verlor er klar nach Punkten gegen den 44-jährigen Ex-Weltmeister Evander Holyfield. Nach dem Kampf trat er endgültig vom Boxsport zurück.